# Holy Wars... The Punishment Due
Holy Wars... The Punishment Due lub Holy Wars – singel oraz utwór grupy Megadeth otwierający ich czwartą płytę pt. Rust in Peace.
W minucie 2:26 słychać akustyczny riff grany przez Friedmana, po przejściu utwór jest wolniejszy i cięższy.
Tekst utworu jest o wojnach religijnych.

## Teledysk
Teledysk do utworu został wyreżyserowany w sierpniu 1990 roku (około pierwszej wojny w zatoce perskiej). Wideoklip przedstawia materiał filmowy z różnych konfliktów zbrojnych, głównie ze Bliskiego Wschodu.